# Кёльрёйтер, Йозеф Готлиб
Йозеф Готлиб Кёльрёйтер (нем. Joseph Gottlieb Kölreuter; 27 апреля 1733 — 11 ноября 1806) — немецкий ботаник.

## Биография
Йозеф Готлиб Кёльрёйтер родился 27 апреля 1733 в Зульц-на-Неккаре.
Кёльрёйтер в 1748 году поступил в Тюбингенский университет, где изучал медицину и естественные науки. Во время обучения сблизился с Иоганном Георгом Гмелином, известным исследователем Сибири, профессором медицины и ботаники в Тюбингене.
В 1753 году переехал в Страсбургский университет, а спустя год вернулся в Тюбинген, где в 1755 году защитил диссертацию «De insectis coleopteris nec non de plantis quibusdam rarioribus».
По рекомендации своего учителя и друга Иоганна Гмелина был вызван в Петербург и в 1756 году определён адъюнктом ботаники в Академию наук.
В 1756—1760 годах провёл первые опыты по искусственной гибридизации растений, результаты 136 опытов были опубликованы.
В ряде работ, в частности в своем классическом труде «Учение о поле и гибридизации растений», он обобщил отдельные и случайные опыты и наблюдения своих предшественников. На основании планомерных и тонких исследований Кёльрёйтер предложил собственную стройную систему экологии цветка. Впервые в науке им подробно исследована воспринимающая поверхность рыльца, описаны разнообразные формы пыльцы. Хотя сущность полового процесса, как и его предшественникам, Кёльрёйтеру не была ясна, он понимал необходимость опыления у растений для образования плодов и семян и равное значение при этом мужского и женского начал. Им подробно описаны различные способы перенесения пыльцы на рыльце. Главную роль в этом процессе он приписывал насекомым, впервые указав на тесную связь между ними и растениями. Нектаровыделение он поставил в связь с насекомоопылением. Для обоеполых цветков он различал две основные формы опыления: опыление собственной пыльцой и опыление чужой (другого цветка этого вида растений) пыльцой. Он явно склонялся к выводу, что в природе основной формой опыления является перекрёстное.
Оставил академию в 1761 году, уехав из России работал в Германии. В 1764—1769 занимал должность директора ботанического сада в Карлсруэ. C 1766 года иностранный почётный член Императорской академии наук. Умер в Карлсруэ.
Кроме диссертации, опубликовал несколько статей зоологического и ботанического содержания в «Новых комментариях» Академии (т. VII—XIX), в «Nova Acta» и «Mémoires», которые указаны в Richter’s «Geschichte der Medicin in Russland» (т. III, стр. 469 и сл. (нем.)); «Vorläufige Nachricht von einigen das Geschlecht der Pflanzen betreffenden Versuchen» (Лейпциг, 1761—1766 (нем.)).
Именем Кёльрёйтера Эрик Лаксман в 1772 году назвал род деревьев — Кёльрейтерия (Koelreuteria Laxm.)